# Westafrikanische Union
Eine Westafrikanische Union, wie sie als Union Afrikanischer Staaten bis Anfang der 1960er Jahre zwischen Ghana, Guinea und Mali bestanden hatte, versuchten Mitte der 1980er Jahre die Staatschefs von Ghana und Burkina Faso zu errichten.

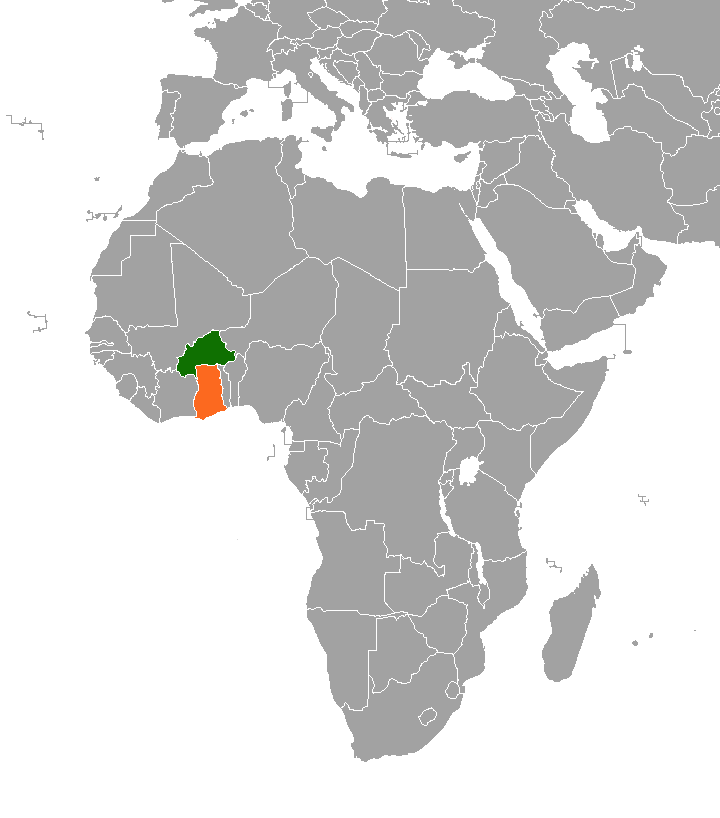
Ghana (orange) und Burkina Faso, das ehemalige Obervolta (grün)

Durch Militärputsche waren 1981 in Ghana und 1983 in Obervolta (seit 1984 in Burkina Faso umbenannt) Jerry Rawlings und Thomas Sankara an die Macht gekommen. Beide sahen sich in der panafrikanischen Tradition des früheren ghanaischen Präsidenten Kwame Nkrumah und pflegten eine Freundschaft mit Libyens Revolutionsführer Muammar al-Gaddafi, beide Staatschefs verfolgten zunächst ähnliche Wege sozialistischer Reformen im Innern und blockfreier Unabhängigkeit nach außen. Gemeinsam mit Benin und Libyen strebten Burkina Faso und Ghana eine engere politische, wirtschaftliche und militärische Zusammenarbeit der „progressiven Staaten Westafrikas“ an.
Eine gemeinsame Minister-Kommission Ghanas und Burkina Fasos bekannte sich daher bereits bei ihrer Zusammenkunft vom 31. März bis 2. April 1985 in Ouagadougou zur politischen Integration beider Staaten, Burkina Faso sollte einen Verfassungsentwurf für ein zu bildendes supranationales politisches Organ erarbeiten. Am 16. Januar 1986 kam dann auch Rawlings zu einem Arbeitsbesuch zu Sankara nach Burkina Faso. Eine wichtige Rolle spielte bei dem Vorhaben, dass auf beiden Seiten der Grenze, an deren Markierung bereits gemeinsame Kommissionen zusammenarbeiteten, zahlreiche Angehörige des Volks der Mossi lebten, dem auch Sankara entstammte.
Angesichts der sich 1985 rasch verschlechternden Beziehungen zwischen Burkina Faso und Mali suchte Sankara militärische Verbündete. Während des Krieges um den Agacher-Streifen im Dezember 1985, als innerhalb des westafrikanischen Conseil de l’Entente die Elfenbeinküste Mali unterstützte, fand Burkina Faso Unterstützung in Ghana. Bei der nächsten Sitzung der gemeinsamen Minister-Kommission kündigten Burkina Faso und Ghana am 16. August 1986 Schritte für die weitere Integration an. Die Kommission vereinbarte die Bildung eines „politischen Gremiums auf hoher Ebene“, das Maßnahmen zur Harmonisierung der Währungen und des Handels, des Energiesektors, des Transportsektors und des Bildungssystems erarbeiten sollte. Englisch und Französisch sollten an den Oberschulen, Gymnasien und Universitäten des jeweils anderen Staates Pflichtfach werden, und für die Juristenausbildung sollte eine gemeinsame Institution geschaffen werden. Die Streitkräfte beider Staaten veranstalteten im September und Oktober 1986 gemeinsame Manöver, die jeweiligen „Komitees zur Verteidigung der Revolution“ sollten zusammengeschlossen werden. Eine vollständige Vereinigung beider Staaten in einer Union sollte innerhalb von zehn Jahren erreicht werden.
Bei einem weiteren Treffen zwischen Rawlings und Sankara in Tamale im nordghanaischen Mossi-Gebiet bekräftigten beide Seiten am 11. April 1987 erneut ihre Absicht, über die bilaterale Kooperation zu einer politischen Integration beider Länder zu gelangen.
Mit dem Putsch in Burkina Faso vom 15. Oktober 1987 und der Ermordung Sankaras fand das Unionsprojekt ein plötzliches Ende. Ein von Ghana unterstützter Gegenputsch einiger Sankara-Anhänger scheiterte am 27. Oktober. Im Dezember 1987 tagte dann die gemeinsame Grenzkommission zur endgültigen Markierung der Abgrenzung zwischen beiden Staaten, das Projekt eines Zusammenschlusses wurde auch bei einem Aussöhnungstreffen zwischen Rawlings und Sankaras Nachfolger Blaise Compaoré im Januar 1988 in Tamale nicht mehr aufgegriffen.

## Weblink
- Library of Congress: Country Studies – Ghana – Relations with Immediate African Neighbors - Burkina Faso